# Repišće
Repišće is een plaats in de gemeente Klinča Sela in de Kroatische provincie Zagreb. De plaats telt 354 inwoners (2001).